# موریتز دانیل اوپنهایم
موریتز دانیل اوپنهایم (انگلیسی: Moritz Daniel Oppenheim; ۷ ژانویهٔ ۱۸۰۰ – ۲۶ فوریهٔ ۱۸۸۲) نقاش اهل پادشاهی پروس بود.